# Wartość odżywcza

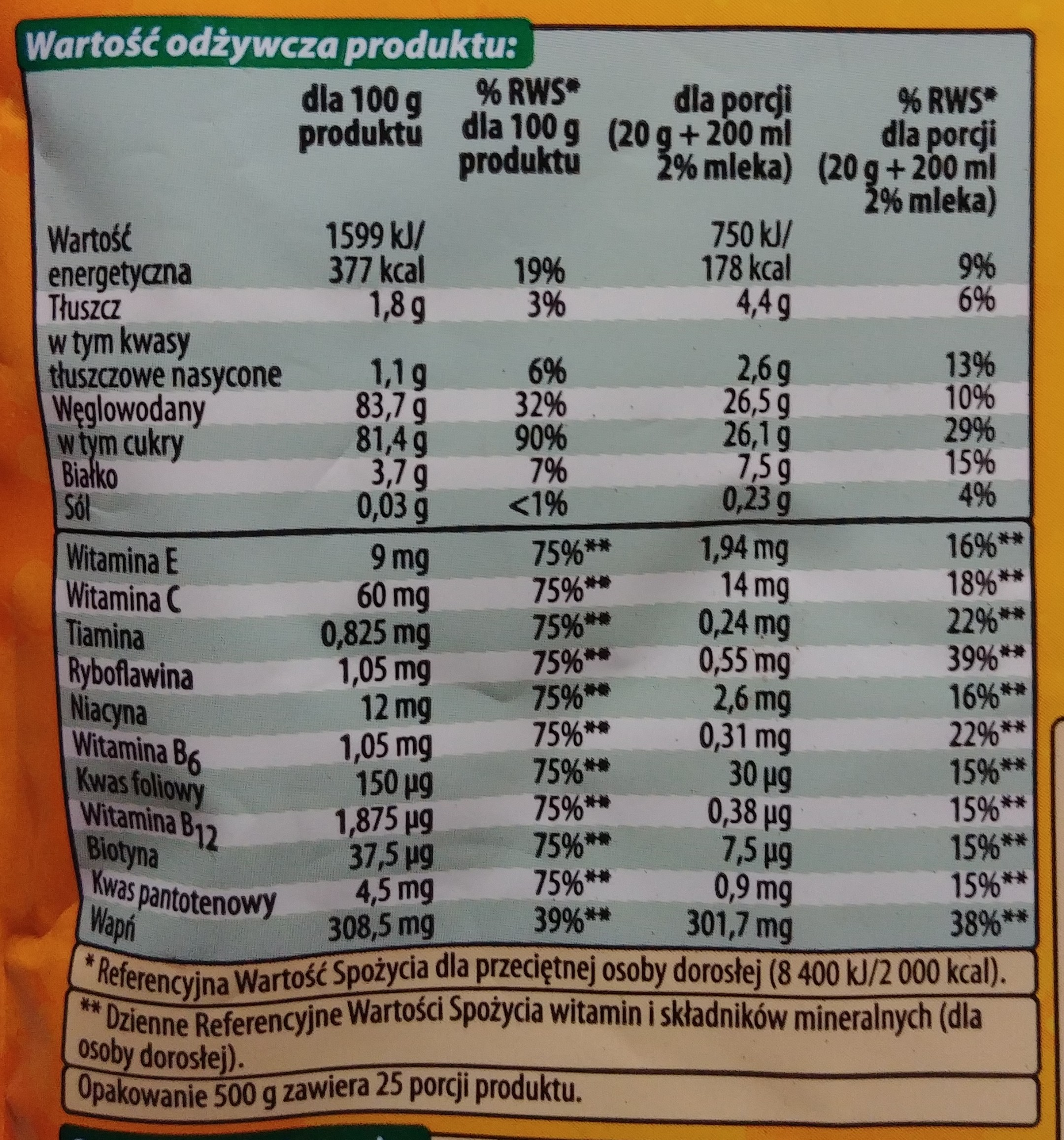
Wartość odżywcza napoju kakaowego instant.

Wartość odżywcza – stopień w jakim dana żywność/porcja żywności pokrywa potrzeby organizmu w zakresie przemian metabolicznych. 
Wartość odżywcza jest wypadkową:
- zawartości poszczególnych składników odżywczych;
- ich wzajemnego zbilansowania;
- biodostępności.

Inna definicja wartości odżywczej mówi, że jest to suma wartości biologicznej i energetycznej żywności.

## Wartość odżywcza produktu
Problem znakowania wartością odżywczą produktów spożywczych reguluje Rozporządzenie 1169/2011 z dnia 25 października 2011.
Wartość odżywcza na opakowaniach produktów spożywczych sprowadzona została do wartości energetycznej oraz zawartości wybranych składników odżywczych.
Obowiązkowa informacja zawarta w etykiecie wartości odżywczej obejmuje następujące elementy: wartość energetyczna, zawartość: tłuszczu, kwasów tłuszczowych nasyconych, węglowodanów, cukrów, białka, soli. 
Treść obowiązkowej informacji o wartości odżywczej może zostać uzupełniona informacją o ilości jednego lub większej liczby z następujących składników: kwasy tłuszczowe jednonienasycone, kwasy tłuszczowe wielonienasycone, alkohole wielowodorotlenowe, skrobia, błonnik, wybrane witaminy, wybrane składniki mineralne. 
Producenci zobowiązani są do podania wartości odżywczej w przeliczeniu na 100 g bądź 100 ml produktu. Nieobowiązkowo producenci mogą podać wartość odżywczą w przeliczeniu na porcję produktu oraz stopień (%) pokrycia RWS (referencyjna wartość spożycia).